# Biserica de lemn din Bicaz, Maramureș

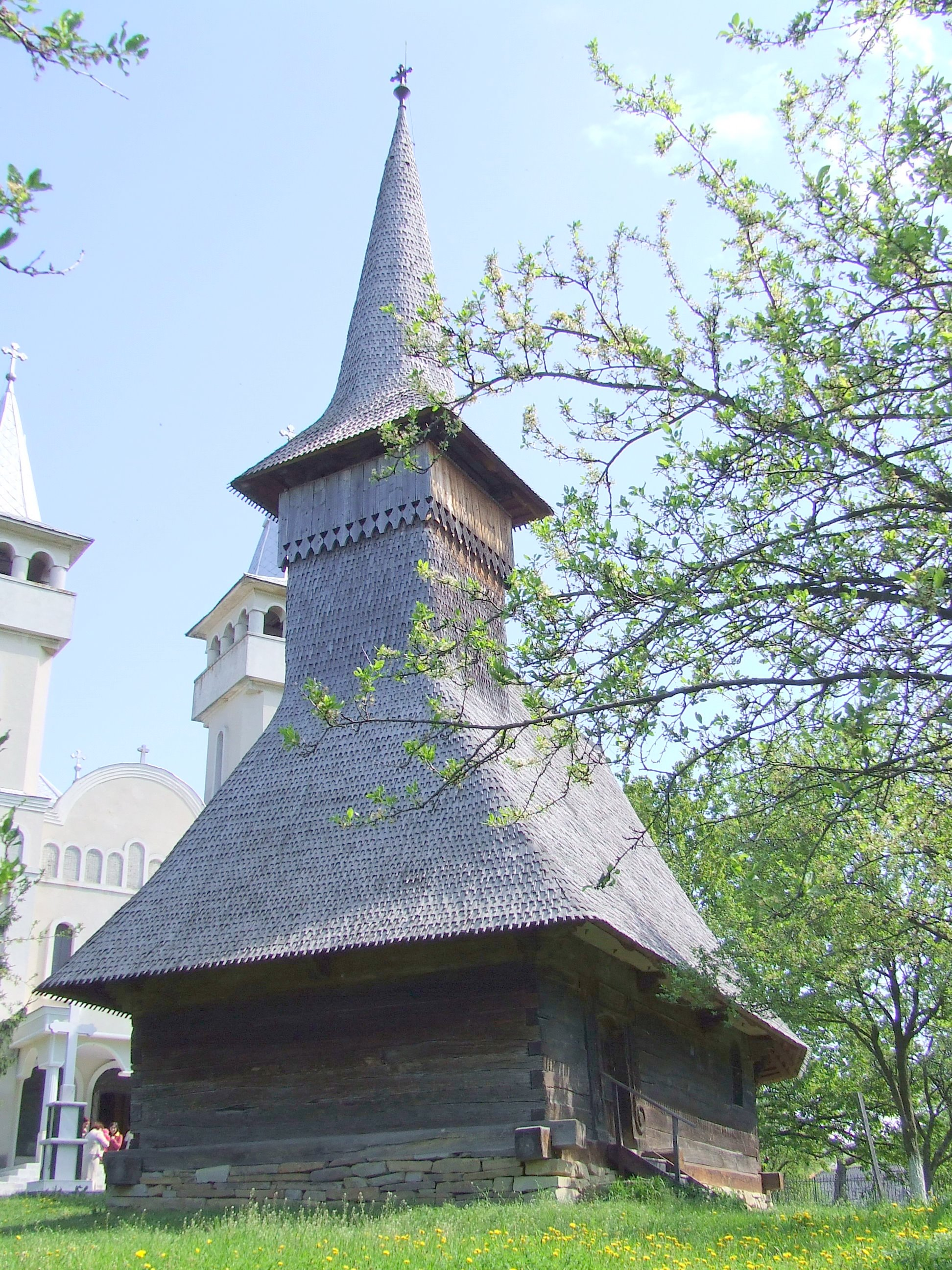
Biserica de lemn din Bicaz, judeţul Maramureş

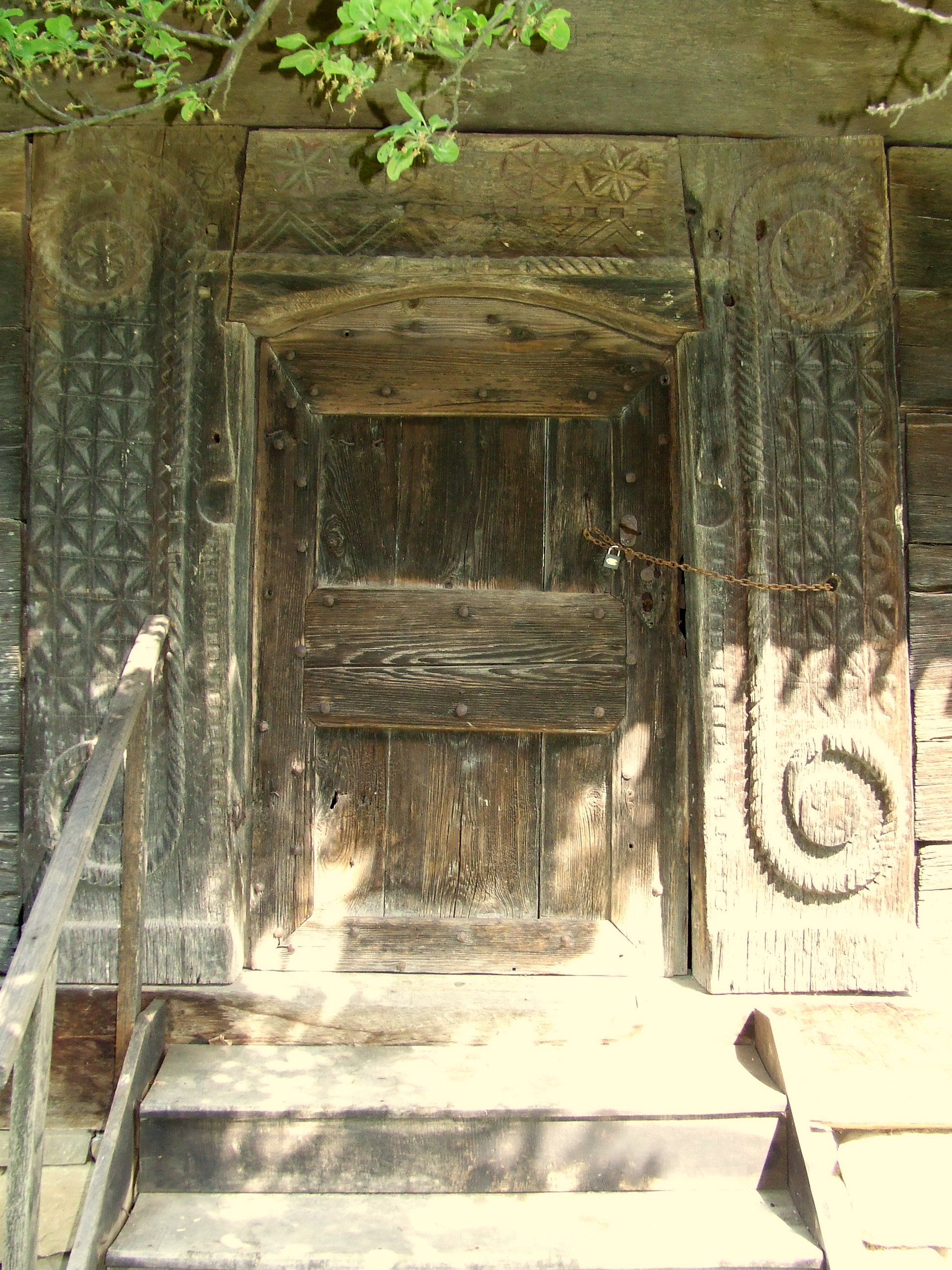
Portalul bisericii de lemn din Bicaz, judeţul Maramureş

Biserica de lemn din Bicaz, comuna Bicaz, județul Maramureș, datează din anul  1723. Are hramul „Sfinții Arhangheli Mihail și Gavriil”. Biserica se află pe noua listă a monumentelor istorice sub codul LMI:  MM-II-m-A-04523.

## Imagini

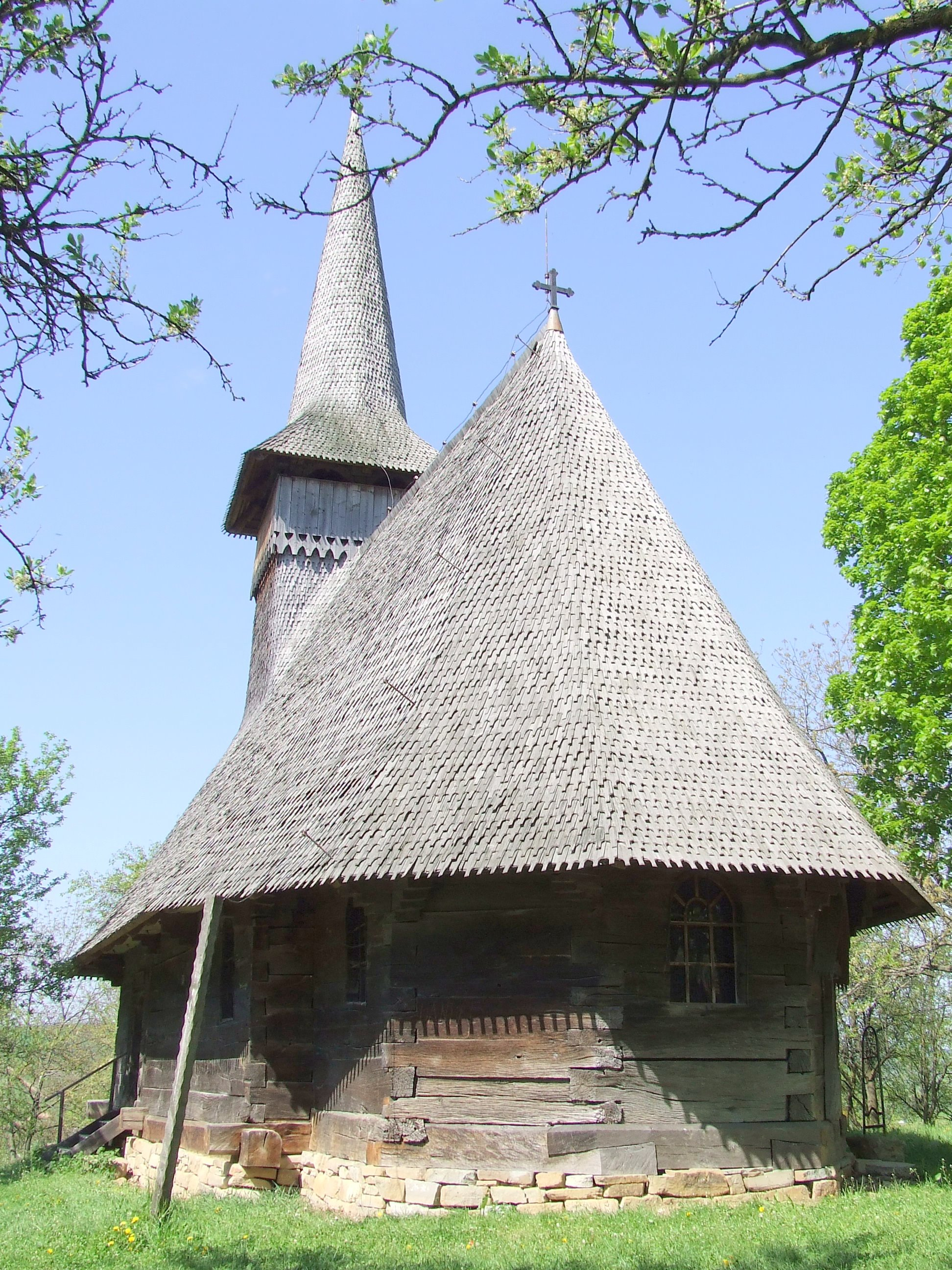
Vedere de ansamblu a bisericii
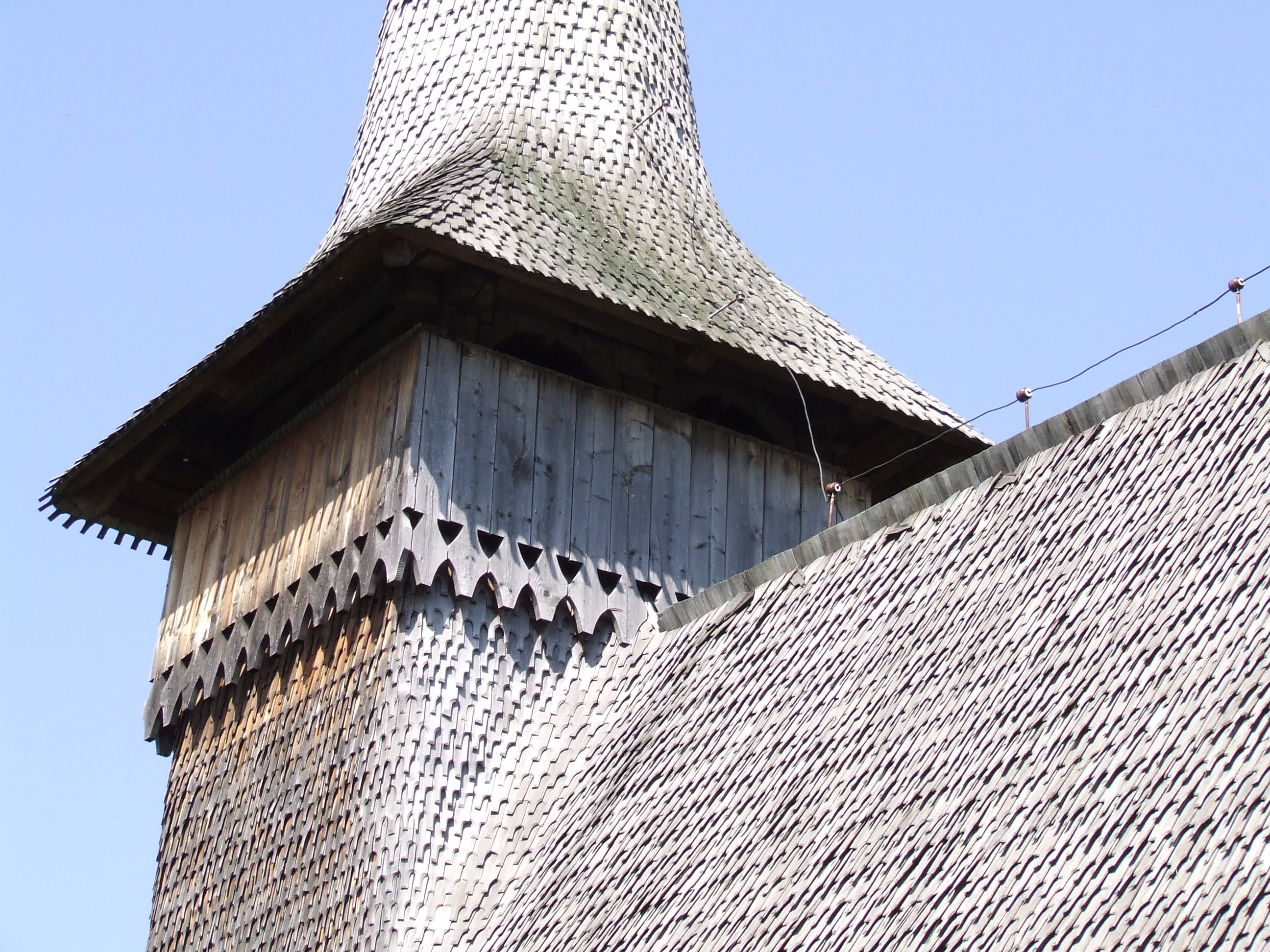
Galeria turnului
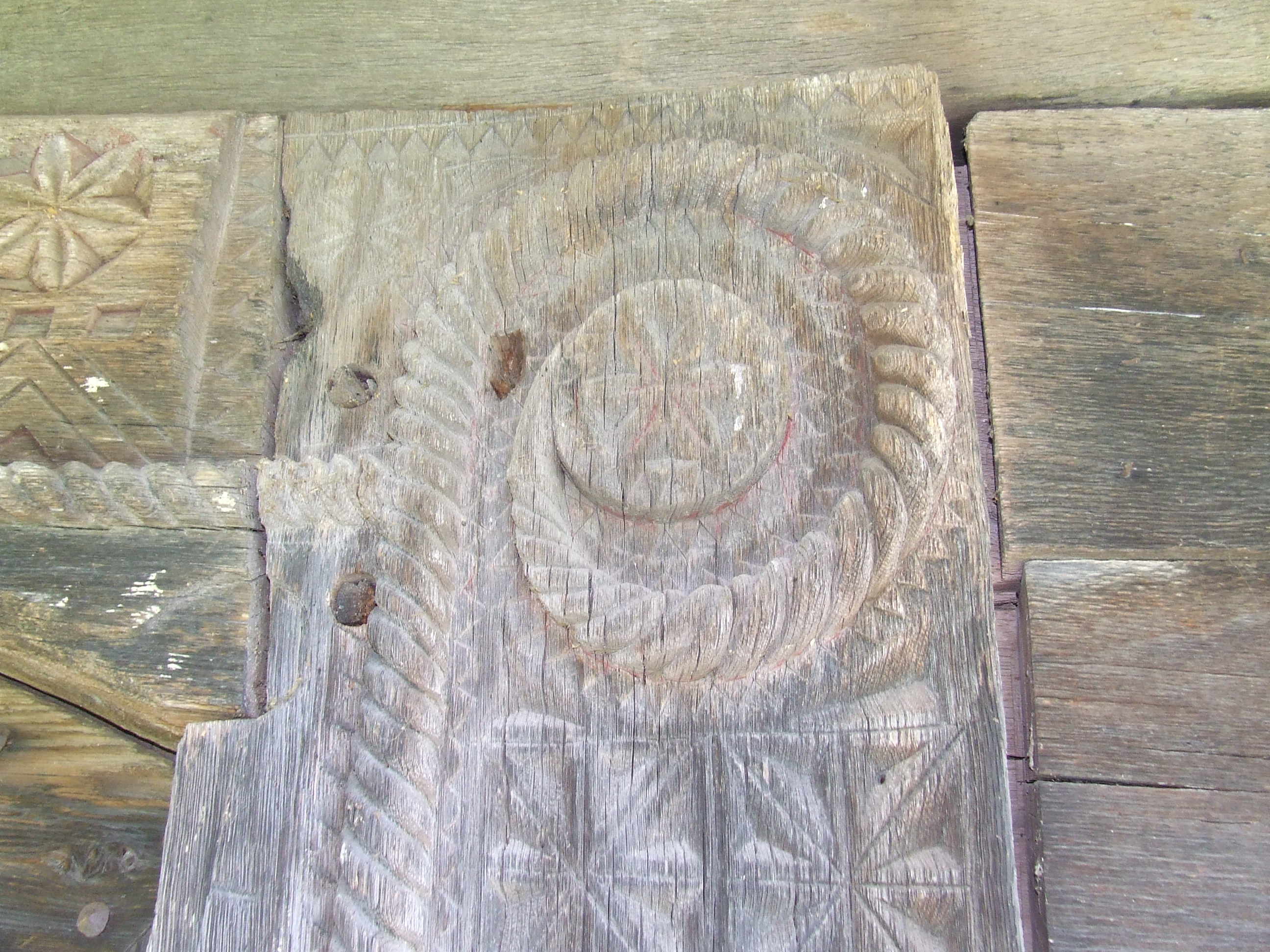
Detaliu portal
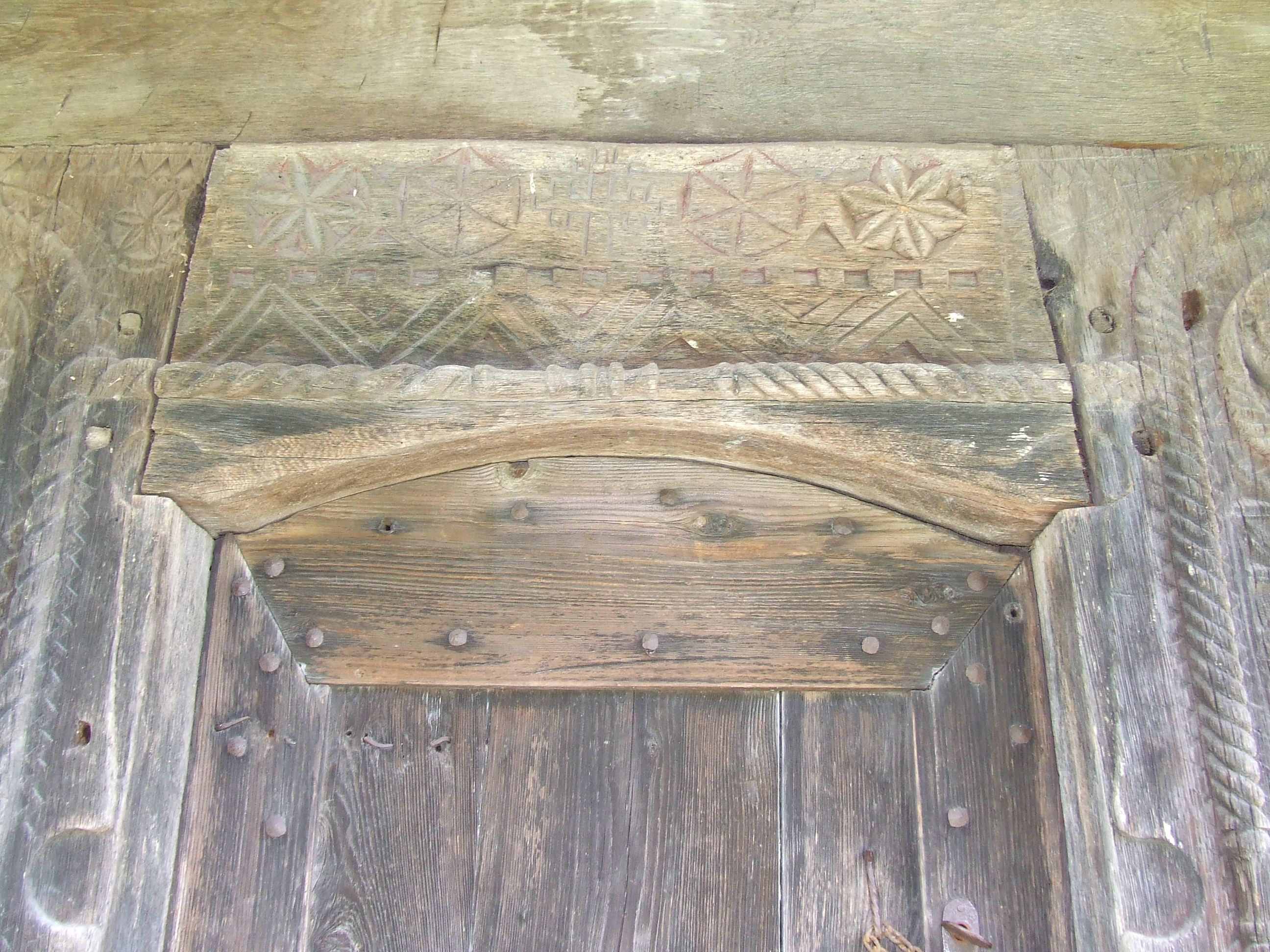
Detaliu portal 2
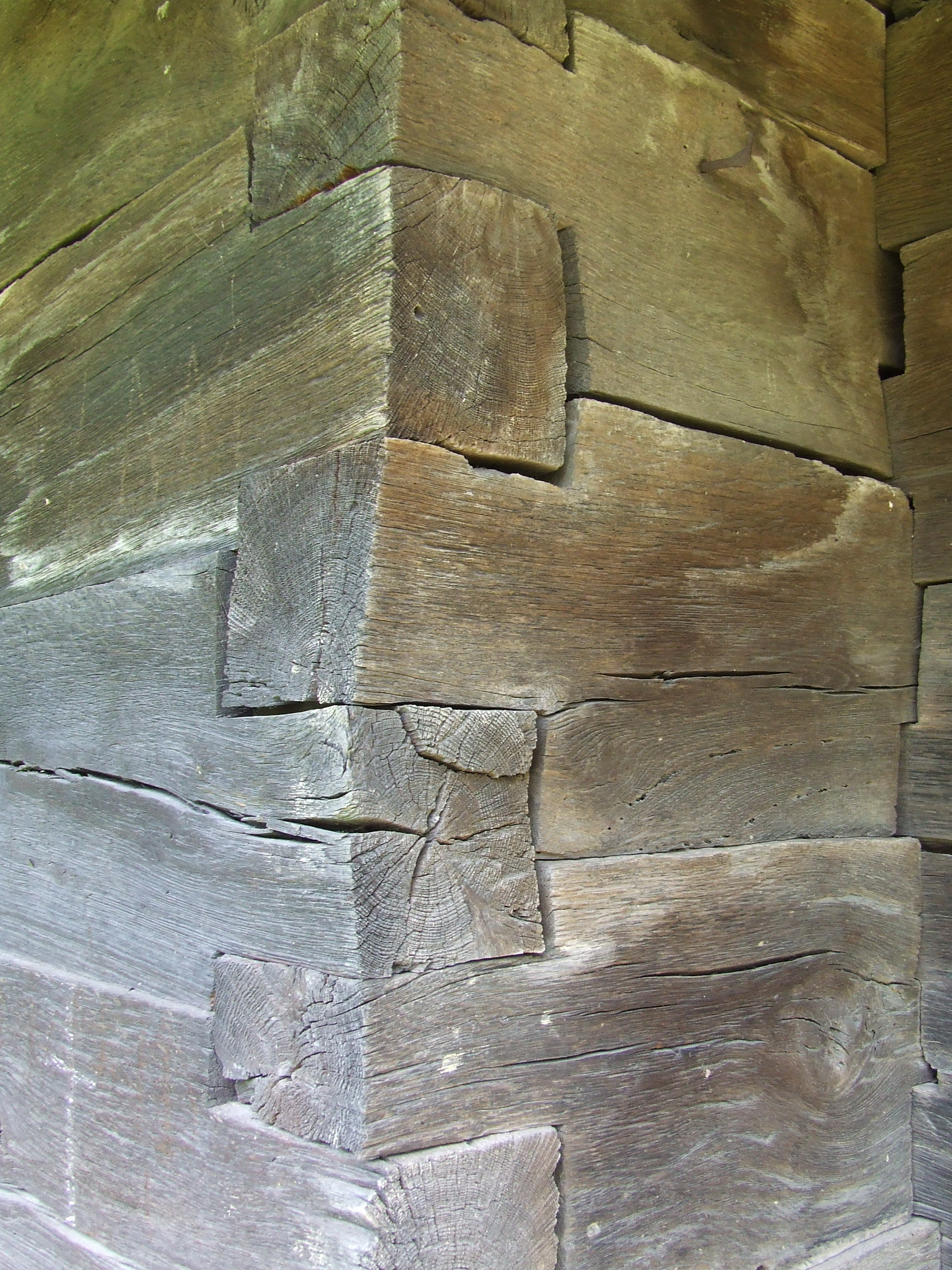
Îmbinarea grinzilor
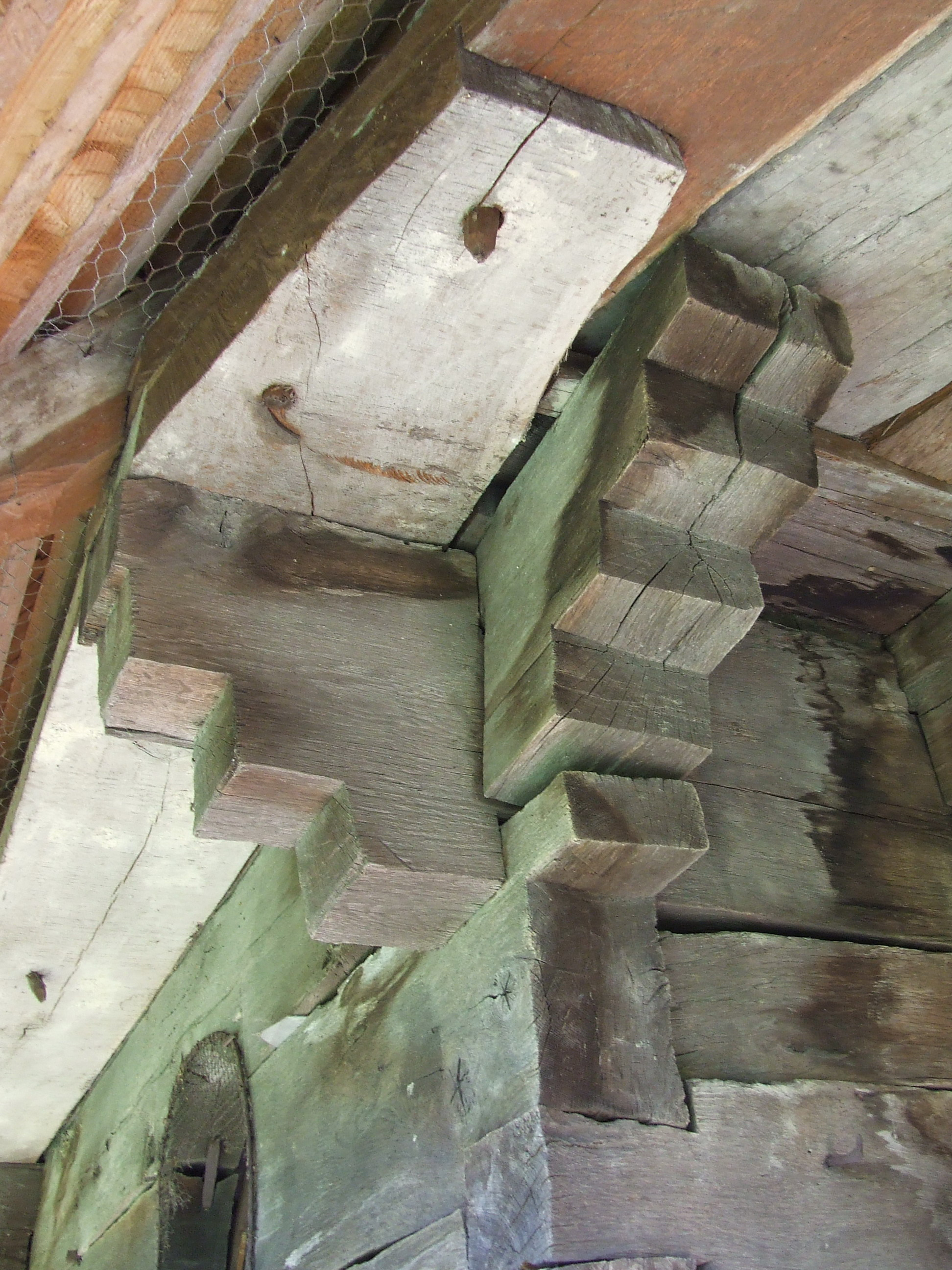
Detaliu îmbinare
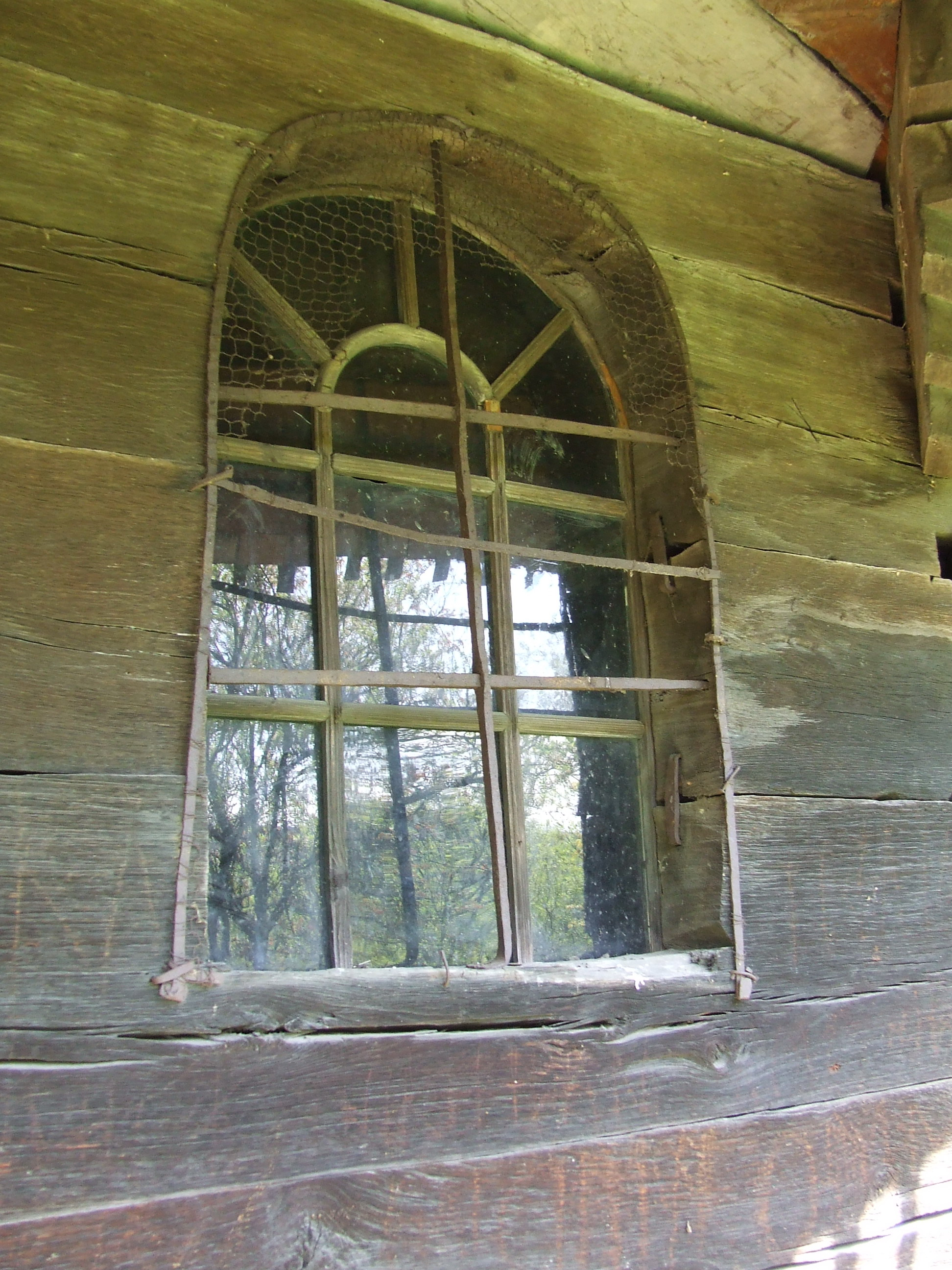
Fereastră
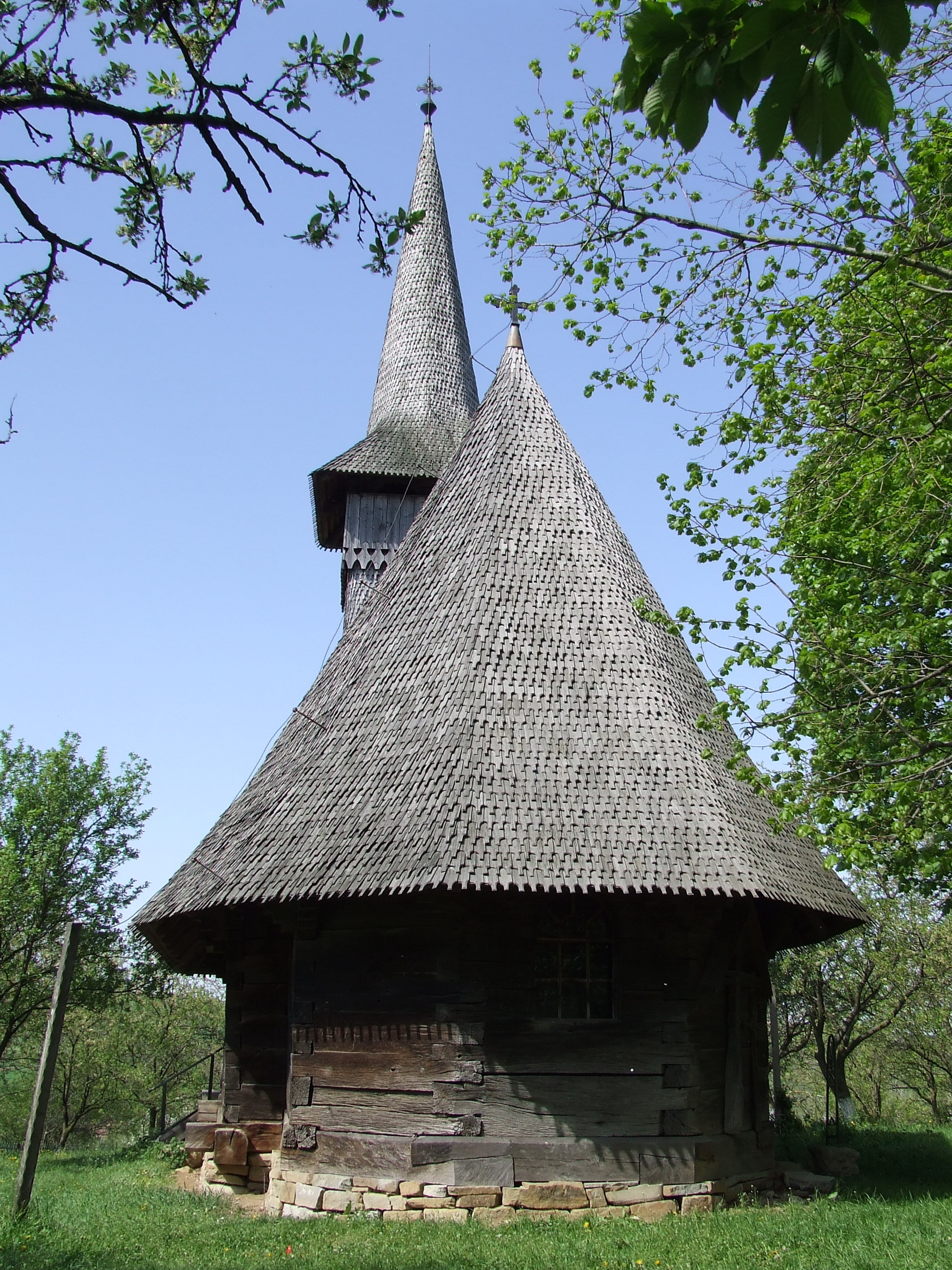
Vedere de ansamblu
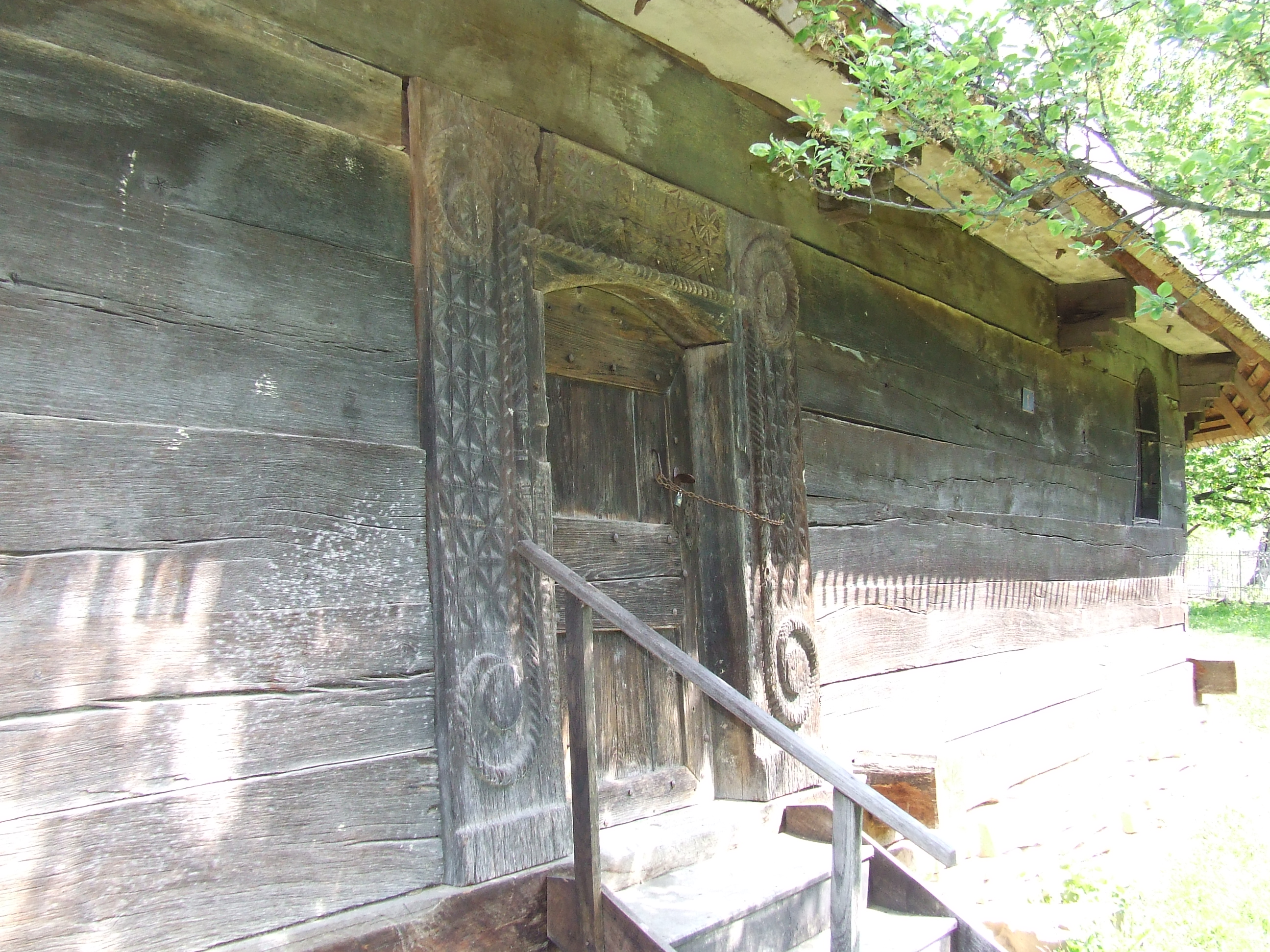
Latura sudică a bisericii
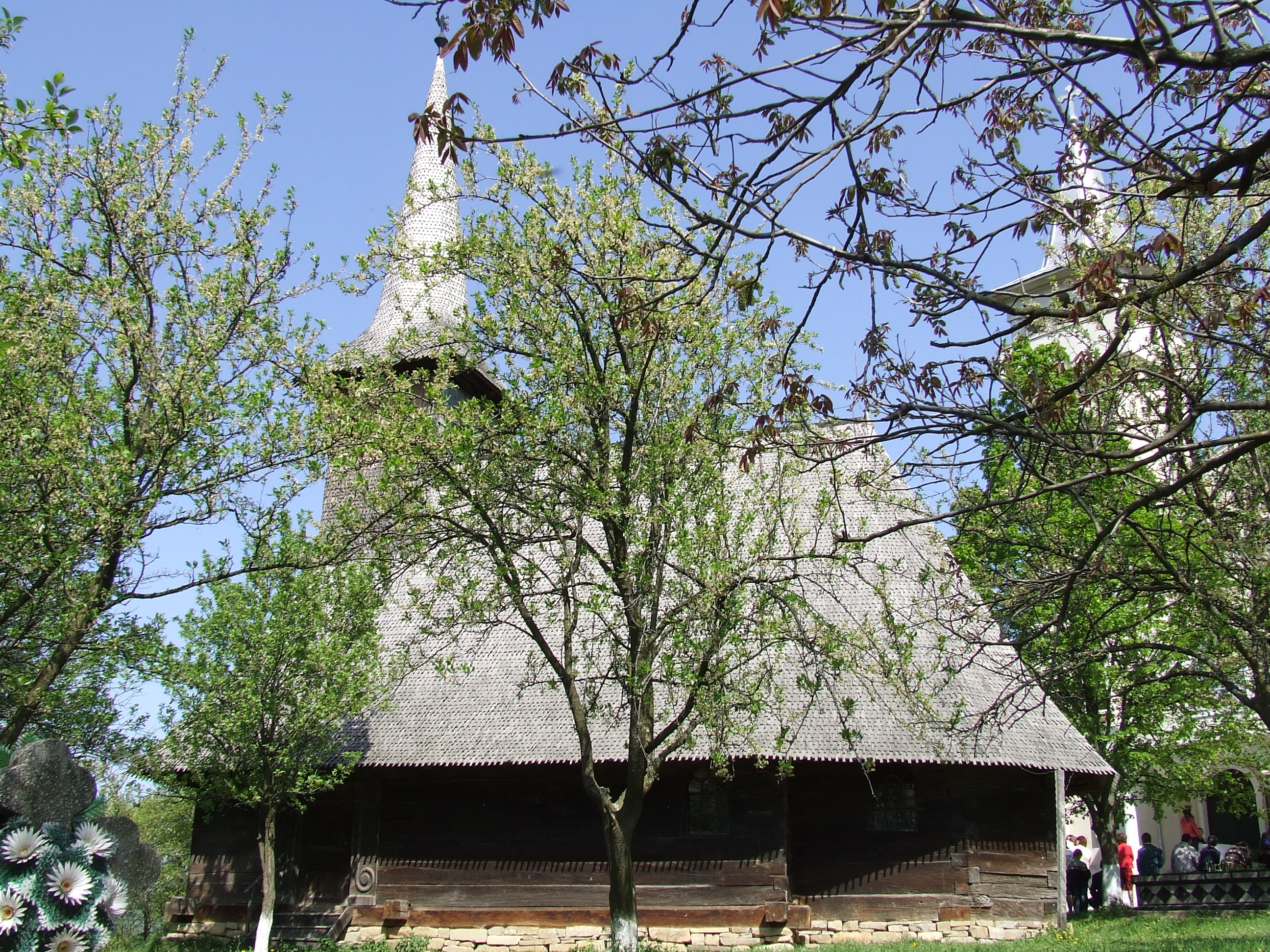
Vedere din sud
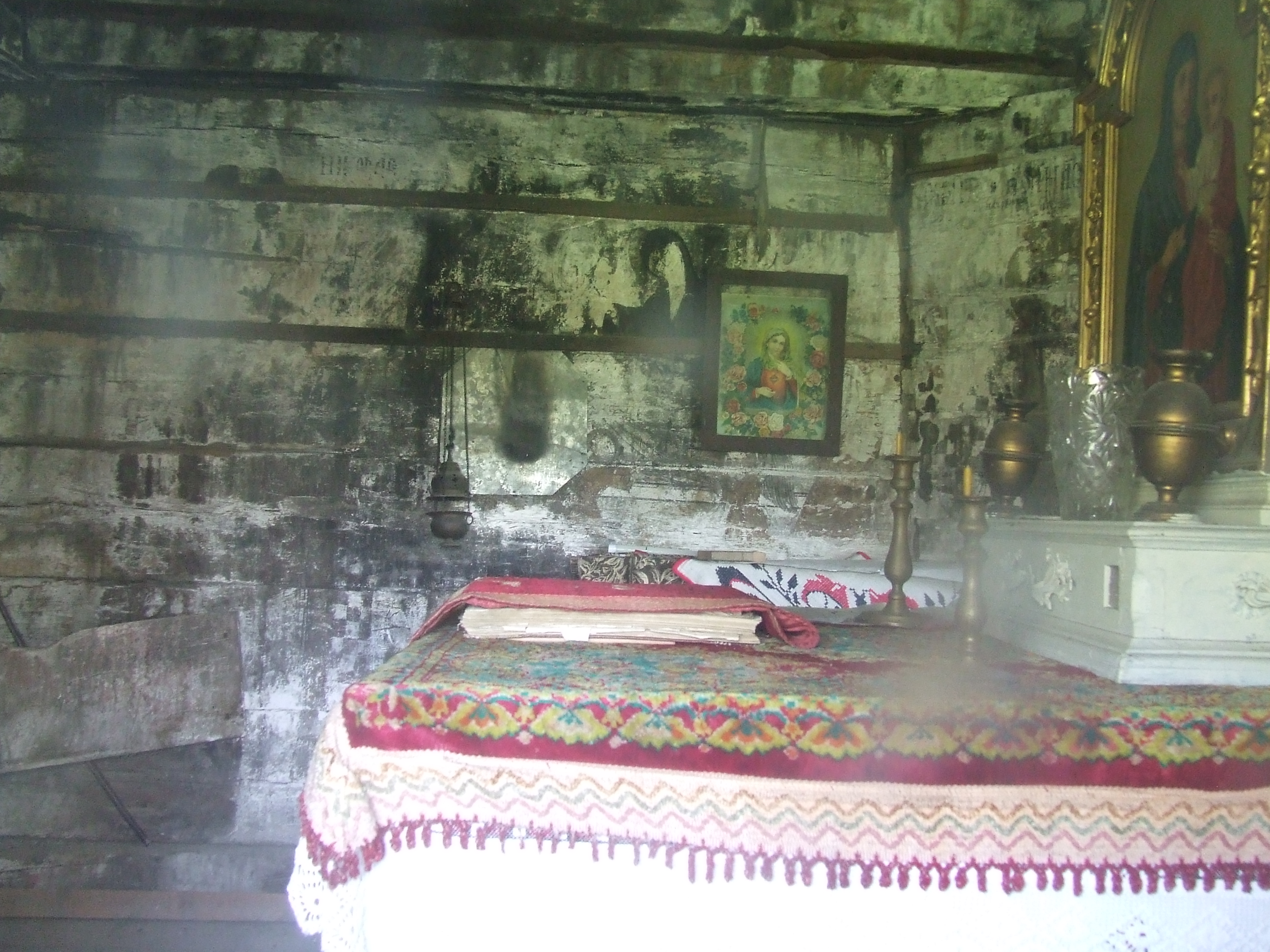
Pictură în altar
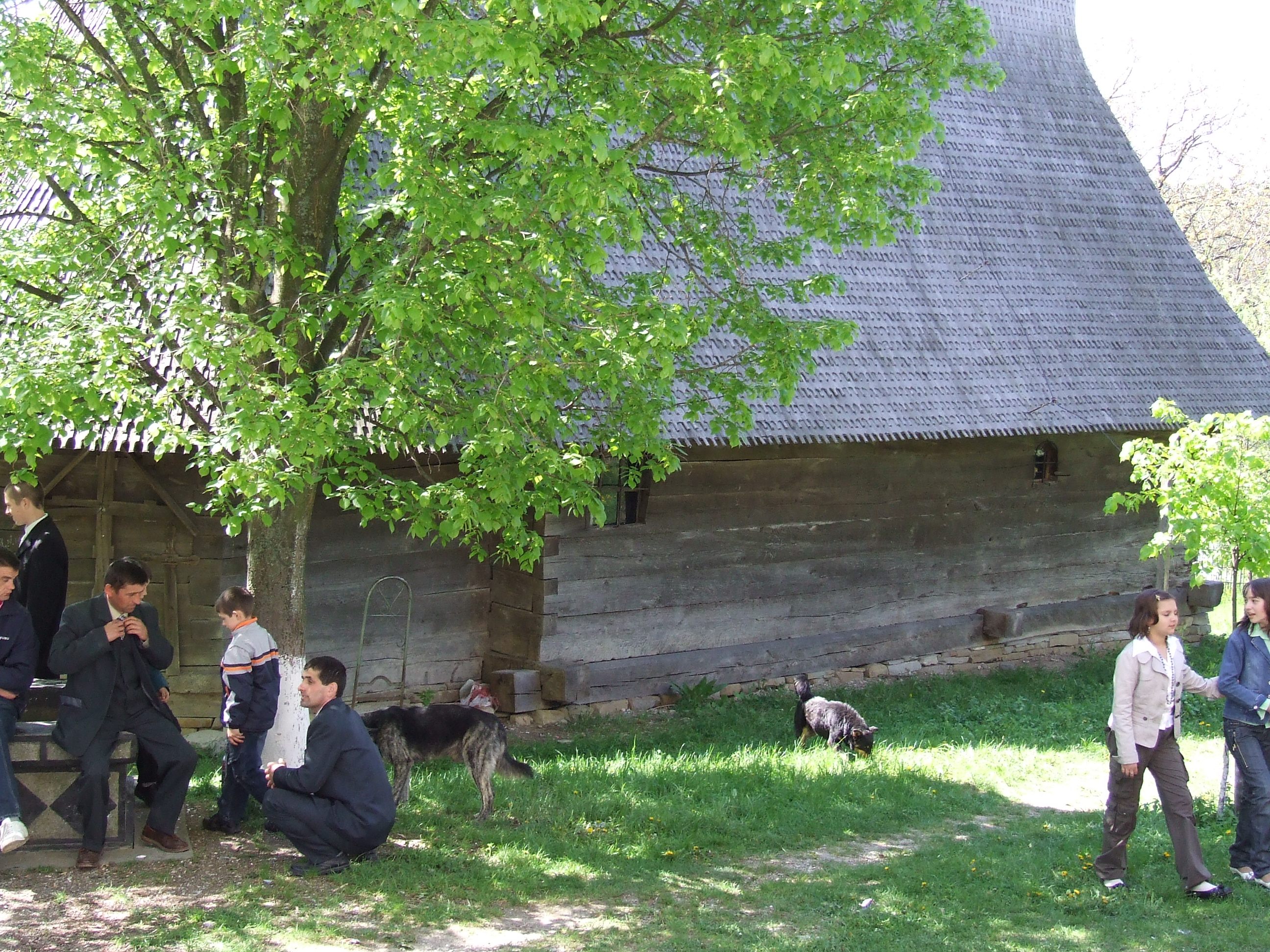
Vedere din nord